# NOI (野球)
野球におけるNOI（エヌオーアイ、New Offensive Index）は打者を評価する指標の一つ。ロサンゼルス・ドジャースの元GMポール・デポデスタが考案した指標で、当時オークランド・アスレチックスのGMビリー・ビーンのGM補佐だった際に、OPSの見直し作業から生まれたという。算出式は以下の通り。
- NOI＝（出塁率＋長打率÷3）×1000

450以上ならば平均的な打者、550以上ならば主力級の打者、600以上ならば一流打者となる。
デポデスタは、過去のメジャーでのチームデータを基に、「出塁率と長打率の割合を3:1にすれば、両者の和であるNOIはOPSよりも実際のチームの総得点数との近似性がさらに高まる」という推論を導き出した。この基準に沿ったNOIでは、OPSよりも本塁打の価値が下がる代わりに四球の価値が上がるとされる。